# Jane Dee
Jane Dee, född 1555, död 1604, var en engelsk hovfunktionär. 
Hon var hovdam till Elizabeth Clinton, i sin tur hovdam till drottning Elisabet I av England. 
Hon gifte sig 1578 med ockultisten John Dee. Hennes kontakter vid hovet förmodas ha gynnat hennes makes karriär. Jane Dee deltog i makens experiment med att samtala med änglar. Hon är utförligt beskriven i sin makes dagböcker, och är därför ovanligt väldokumenterad för en kvinna som varken var kunglig eller nunna under sin tid. 